# サン・ミケーレ・アッラーディジェ
サン・ミケーレ・アッラーディジェ（イタリア語: San Michele all'Adige）は、イタリア共和国トレンティーノ＝アルト・アディジェ州トレント自治県にある、人口約3,900人の基礎自治体（コムーネ）。
2020年1月1日にファエードを吸収合併した。

## 地理

### 位置・広がり
トレント自治県北部に位置するコムーネ。県都トレントから北へ13km、州都ボルツァーノから南南西へ39kmの距離にある。

#### 隣接コムーネ
隣接するコムーネは以下の通り。
- ジョーヴォ
- ラヴィース
- メッツォコローナ
- メッツォロンバルド
- テッレ・ダーディジェ (ナーヴェ・サン・ロッコ)

## 行政

### 分離集落
サン・ミケーレ・アッラーディジェには、以下の分離集落（フラツィオーネ）がある。
- Coveli, Faedo, Grumino, Grumo, Molini di Faedo, Pineta

### Comunita di valle
トレント自治県が設置した広域行政組織 Comunita di valle 「ロタリアーナ＝ケーニヒスベルク」 (it:Comunita Rotaliana-Konigsberg)  （事務所所在地: メッツォコローナ）に属する。

## 住民

### 言語
| 少数言語話者の割合（2011年） | 少数言語話者の割合（2011年） | 少数言語話者の割合（2011年） | 少数言語話者の割合（2011年） | 少数言語話者の割合（2011年） |
| ---------------------------- | ---------------------------- | ---------------------------- | ---------------------------- | ---------------------------- |
|                              |                              |                              |                              |                              |
| ラディン語                   | ラディン語                   |                              | 0.8%                         | 0.8%                         |
| モケーニ語                   | モケーニ語                   |                              | 0.0%                         | 0.0%                         |
| チンブロ語                   | チンブロ語                   |                              | 0.0%                         | 0.0%                         |

2011年10月9日に行われた国勢調査によれば、24人のラディン語話者がいるが、人口（2915人）に占める割合はごく小さい